# Кајак и кану на Летњим олимпијским играма 1936 — К-1 1.000 метара за мушкарце
Такмичење у класичном кајаку једноседу (К-1) на 1.000 м  на Летњим олимпијским играма 1936. одржано је 8. августа на регатној стази Берлин — Гринау. 
На такмичењу је учествовало 15. такмичара из исто толико земаља.

## Освајачи медаља
|                            |                        |                        |
| Грегор Храдецки · Аустрија | Хелмут Кемерер Немачка | Јан Крајер · Холандија |

## Резултати

### Квалификације
Кајаци су били подељени у две групе, а 4 првопласиране посаде (КВ) из обе групе такмичиле су се истог дана у финалу.
| Пласман | Група | Кајакаш         | Земља        | Резултат | Белешке |
| ------- | ----- | --------------- | ------------ | -------- | ------- |
| 1.      | 2     | Грегор Храдецки | Аустрија     | 4:25,2   | КВ      |
| 2.      | 2     | Хелмут Кемерер  | Немачка      | 4:27,2   | КВ      |
| 3.      | 1     | Јан Крајер      | Холандија    | 4:36,5   | КВ      |
| 4.      | 1     | Јоел Рамквист   | Шведска      | 4:38,8   | КВ      |
| 5.      | 2     | Ернест Ридл     | САД          | 4:40,8   | КВ      |
| 6.      | 1     | Анри Ебрехард   | Француска    | 4:41,1   | КВ      |
| 7.      | 1     | Ивар Иверсен    | Норвешка     | 4:44,3   | КВ      |
| 8.      | 1     | Биргер Јохансон | Финска       | 4:47,0   | КВ      |
| 9.      | 1     | Елио Сасо Сант  | Италија      | 4:50,2   |         |
| 10.     | 1     | Ханс Ботоф      | Швајцарска   | 4:50.9   |         |
| 11.     | 2     | Henri Hosnia    | Белгија      | 4:51,1   |         |
| 12.     | 1     | Емил Шматлак    | Чехословачка | 4:54,1   |         |
| 13.     | 2     | Поул Ларсен     | Данска       | 4:56,0   |         |
| 14.     | 1     | Петер Ситћа     | Мађарска     | 5:08,7   |         |
| 15.     | 2     | Френк Амиот     | Канада       | 5:17,0   |         |

### Финале
,
| Пласман | Кајакаш         | Земља     | Резултат |
| ------- | --------------- | --------- | -------- |
|         | Грегор Храдецки | Аустрија  | 4:22,9   |
|         | Хелмут Кемерер  | Немачка   | 4:25,6   |
|         | Јан Крајер      | Холандија | 4:35,1   |
| 4.      | Ернест Ридл     | САД       | 4:38,1   |
| 5.      | Јоел Рамквист   | Шведска   | 4:39,5   |
| 6.      | Анри Ебрехард   | Француска | 4:41,2   |
| 7.      | Биргер Јохансон | Финска    | 4:42,2   |
| 8.      | Ивар Иверсен    | Норвешка  | 4:44,2   |

Финална трка је завршила по невремену, био је велики пљусак са громовима и муњама.